# Ojos de Brujo

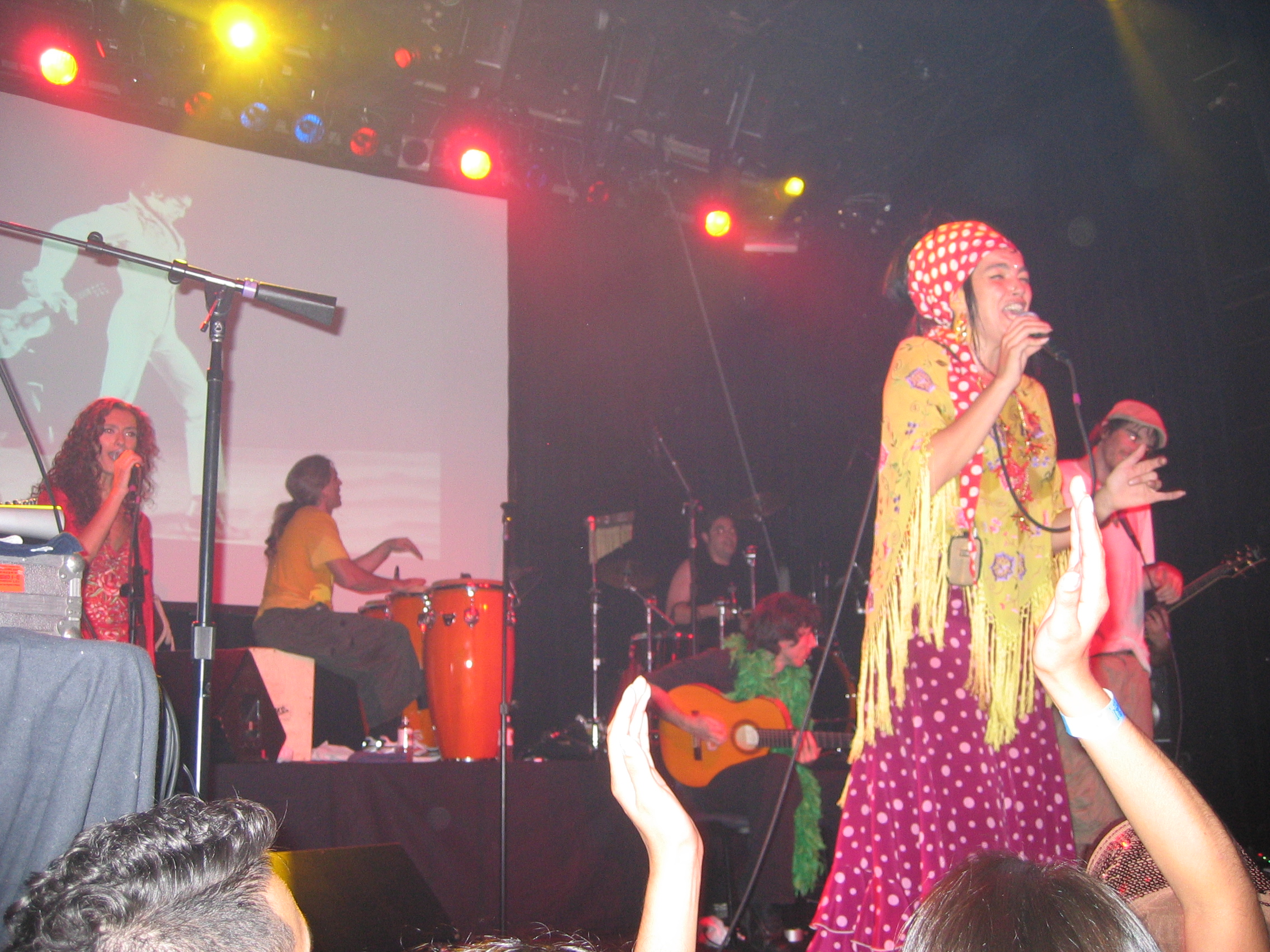
Ojos de Brujo

Ojos de Brujo was een Spaans muziekcollectief, actief van 1994 tot 2012. De band maakte muziek met sterke flamenco- en hiphopinvloeden. Ojos de Brujo betekent zoveel als 'Ogen van de tovenaar', waarbij de Catalanen (de regio waar deze band vandaan komt) met Brujo een tovenaar bedoelen als een oude wijze man. Ojos de Brujo had de stad Barcelona als thuisbasis, vanwaaruit ze veel muziekfestivals bereisde.
De muzikanten noemden hun muziek zelf "Jip Jop Flamenkillo" en hun stijl kon worden geschaard onder het genre Mestizo. Ook punkrock heeft hun stijl beïnvloed. De groep werd opgericht in 1996, toen Gitarist Ramon Giménez samen begon te spelen met experimentele muzikanten als Marina Abad en percussionist Xavi Turull. In 2004 won Ojos de Brujo de BBC Radio 3 World Music Award.
De band werkte samen met veel verschillende artiesten (graffiti, multimedia, ontwerpers, filmers). De acht vaste leden van het muziekcollectief waren:
- Marina "La Canillas" Abad (zang)
- Ramón Giménez (flamencogitaar)
- Paco Lomeña (flamencogitaar)
- Javier Martin (basgitaar)
- Xavi Turull (percussie)
- Sergio Ramos (percussie)
- Maxwell Wright (percussie)
- DJ Panko (deejay en zang)

Ojos de Brujo nam in 1999 het debuutalbum Vengue (‘de levensenergie’) op, dat in 2000 verscheen. Na het uitkomen van hun tweede album Bari in 2002 gingen de Spanjaarden op tournee. Hierdoor kwamen de bandleden in aanraking met vele andere artiesten van wereldmuziek: van de Senegalese groep Daara J, de Cubaanse pianist Roberto Carcasses, tot Nitin Sawhney uit Groot-Brittannië. Door deze ontmoetingen deed de band veel muzikale inspiratie op. In 2006 werd hun derde album, Techarí, uitgebracht.
Techarí betekent 'vrijheid' in het Caló. Het is een verwijzing naar de manier waarop Ojos de Brujo muziek uitbracht. Met een eigen filosofie over teamwork, promotie en het produceren van muziek was de groep onafhankelijk van producers en platenmaatschappijen.
Grote geldbedragen van commerciële bedrijven werden consequent geweigerd. Ojos de Brujo moest het voornamelijk hebben van mond-tot-mondreclame en websites. Een filosofie waar de band niet rijk van is geworden, maar die wel heeft gezorgd voor een trouwe schare fans.
Ook trok de groep veel andere kunstenaars van verschillende disciplines en uit verschillende hoeken van de wereld aan. Zo zorgden multimediakunstenaars en dansers voor de visuele dimensie van de shows en kwam er bij de cd Techarí een boek uit waarin tekeningen van bevriende illustratoren gebundeld waren.

## Discografie

### Albums
| Album met eventuele hitnotering(en) in de Nederlandse Album Top 100 | Datum van verschijnen | Datum van binnenkomst | Hoogste positie | Aantal weken | Opmerkingen                                           |
| ------------------------------------------------------------------- | --------------------- | --------------------- | --------------- | ------------ | ----------------------------------------------------- |
| Vengue                                                              | 2000                  | -                     |                 |              |                                                       |
| Barí                                                                | 2002                  | -                     |                 |              |                                                       |
| Remezclas de la Casa                                                | 2003                  | -                     |                 |              |                                                       |
| Techarí                                                             | 2006                  | 25-03-2006            | 63              | 2            |                                                       |
| Techarí Live                                                        | 2007                  | -                     |                 |              | Livealbum                                             |
| Techarí Remixes                                                     | 2007                  | -                     |                 |              |                                                       |
| Aocaná                                                              | 2009                  | 11-04-2009            | 75              | 1            |                                                       |
| Corriente Vital - 10 Años                                           | 2010                  | -                     |                 |              | verzamelalbum (met enkele nieuwe versies van nummers) |

| Album met hitnotering(en) in de Vlaamse Ultratop 200 albums | Datum van verschijnen | Datum van binnenkomst | Hoogste positie | Aantal weken | Opmerkingen |
| ----------------------------------------------------------- | --------------------- | --------------------- | --------------- | ------------ | ----------- |
| Techari                                                     | 2006                  | 08-04-2006            | 87              | 5            |             |

## Optredens in Nederland
- 2003 Lowlands 2003
- 2004 Pinkpop 2004
- 2006 Eurosonic 2006
- 2006 Oxfam Novib World Fair Fair World
- 2006 Paradiso
- 2007 Festival Mundial
- 2007 Lowlands 2007
- 2007 Paradiso
- 2007 013 te Tilburg
- 2009 Paradiso